# Triaenobunus minutus
Triaenobunus minutus is een hooiwagen uit de familie Triaenonychidae.